# Det store spring fremad
Det store spring fremad eller 'det store spring' (大跃进, pinyin:dà yuè jìn) blev i 1958 den officielle parole for de igangværende og meget omfattende reformer i Kina. Det store spring fremad er gået over i historien som en uset katastrofe, med tab af op til 30 millioner menneskeliv hovedsageligt pga. sult. På kinesisk omtales hungersnøden 1959-1961 som 'de tre bitre år'

## Kendetegn
Politik og ideologi 1958
Det erklærede mål for Den Kinesiske Folkerepublik af 1949 er at danne en økonomisk og militær stormagt.

Maos kommunistiske ideologi var i lighed med den sovjetiske at være på vagt overfor de imperialistiske militære tiltag – dvs. for Maos og Kinas vedkommende initieret af USA. Det betød i praksis en stor investering i militærteknologi, som igen forudsatte sværindustri. Ligeledes forventede Kina støtte fra Sovjetunionen i den retning.

Maos ideologi adskilte sig fra den sovjetiske ved at være stærkt inspireret af folkets revolutionære kraft. I praksis kom det til at betyde oprettelsen af folkekommuner. (se nedenfor) Den kinesiske kommunisme havde ikke kun en direkte virkning på forholdene i Kina, men påvirkede også forholdet til Sovjetunionen.
Folket
I Kina i 1958 er det svært at undervurdere folkets revolutionære kraft. Dette massefænomen er ikke noget, der kun kendes fra den revolutionære verden, men også fra græsrodsbevægelser og navnlig popkultur.

## Det store spring fremad 1958-1960
Strategien for den anden femårsplan skulle imødegå, hvad Mao Zedong så som en blind overholdelse af den sovjetiske strategi for progressionen mod kommunisme – central planlægning frem for mobiliserende kampagner. I bedømmelsen af den første femårsplan konkluderede Mao, at selv om der var vækst og fremgang, var det ikke tilstrækkeligt. Fra 'Folkets Avis' (人民日报) den 13. november 1957 forekom 'Det store spring fremad' i en kommentar hertil, og det blev også parolen for udarbejdelsen af den næste femårsplan fra 1958 til 1962.

I 1958 kom den ideologiske splid i den øverste ledelse til at bevirke, at Mao trak sig fra posten som statsoverhoved. I 1959 kom et opgør med den øverste leder af Folkets Befrielseshær, general Peng De Huai, og den interne magtbalance kom igen i Maos favør. Den folkerevolutionære strategi blev modereret, men ikke forkastet på trods af information om hungersnød.

I sommeren 1960 indstillede Khrusjtsjov den sovjetiske, tekniske assistance. 1.390 rådgivere blev kaldt hjem og 257 teknologiske projekter blev afbrudt.

Landbrug
Organiseringen af jord fra den tidligere (feudal-lignende) klasse var en central del af folkerepublikkens tidlige historie . I 1953 var landbruget formet af kooperativer, typisk med fem til 10 hushold. Det tilvejebragte den koordination af arbejde, som måtte være nødvendig for at gå i gang med større projekter som dræning og indkøb af maskiner. Udviklingen mod større kooperativer blev opgjort i 1957 til at omfatte over 90% af landbruget. Disse kooperativer bestod af omkring 200-300 hushold. Det kinesiske landbrug er i udpræget grad præget af både tørke og oversvømmelser. Et betydeligt areal med et betydeligt opbud af arbejdskraft blev omkring 1958 forbedret med henblik på vanding og afvanding.
 (se #tabel 1)

I 1958 lanceredes folkekommunerne (人民公社 pinyin:rén mín gōng shè). De var en fælles produktionsenhed med flersidig produktion. Det primære fokus var at opnå fordelen ved stordrift i landbruget, men ydermere kom lettere industri til, så bønder og arbejdere kunne supplere hinanden, så bønder kunne tage fabriksarbejde. Mao mente, at kunne øge produktionen ved at oprette folkekommuner, hvori al ejendom blev kollektiviseret, og arbejdet blev udført med masseindsats. Der blev etableret omkring 24.000 folkekommuner af i gennemsnit 5.000 hushold, omfattende i alt 120 millioner hushold. Det ideologisk-baserede skifte fra husholdsbaseret produktion til kollektivistisk produktion blev vurderet til at have medvirket til et produktionstab og blev revideret i 1962. Først fra slutningen af 1970'erne blev det igen tilladt at sælge egen produktion.
Stålproduktion
Det erklærede mål var at få stålproduktionen i vejret, og Maos ordre lød at der skulle bygges ministålværker i alle kommuner. Bønderne skulle forsyne dem med brændsel og jern. Produktionsmålene var så høje og metoderne så hensynsløse, at det gik ud over mange huse, naturen og husgeråd, særligt af jern . Træværk i vægge og tage blev brugt som brændsel, og folk måtte flytte til kasernelignende fællesbygninger. Da fælleskommunerne blev opløst, havde de ofte ikke noget hjem at komme tilbage til, eller de manglede køkkenovne, gryder og andet nødvendigt til husholdet. Spence (1990) skriver der har været i størrelsesordenen af 1 million ministålværker.
Rationering
Prioriteringen af sværindustrien betød at arbejdsstyrken i byerne måtte sikres ressourcer . Dette skete gennem centralt hold, og blev håndhævet i kadrerne. Efter en vurdering af bybefolkningens ernæringsbehov måtte folkekommunerne give den mængde af deres produkter. For katastrofe-områder
 ville der blive reguleret efter behov.

## De tre bitre år 1959-1961
Det er umuligt at give en præcis beskrivelse af den katastrofale udvikling fra høståret 1959. Statistisk materiale er en generel betingelse for de modeller der tages i brug til at analysere hunger-katastrofer, men for 1959-1961 er der enten mangelfulde, eller mangler helt.
 (se #tabel 2) Sult og fejlernæring blev mange år efter ved med at være en faktor i Kina.
Faktorer
I beskrivelsen af årsager til hungersnød bruges udtrykket 'Food Allocation Deficit' (FAD), dvs. manglen eller sammenbruddet af adgangen til mad. Et andet udtryk er 'Food Entitlement Deficit' (FED), dvs. mangel på eller fratagelse af rettigheden til mad. Produktionsforhold er en væsentlig faktor i en FAD-beskrivelse – forværring gennem vejrlig eller ukyndigt landbrugsarbejde er faktorer, der direkte kan medføre hungersnød. Begrænsningen af adgang til fødevarer gennem regeringskontrolleret rationering er det centrale perspektiv i en FED-beskrivelse. Der er konsensus blandt akademikere om, at hungersnøden 1959-1961 var forårsaget af et samspil mellem forværringen af produktionsforholdene – dels på grund af vejrlig, dels på grund af dårlig planlægning og mangelfuldt udførte vandings- og dræningsprojekter, dels regeringens kontrol over fordelingen af landbrugsafgrøderne.

## Tabeller
| ÅR        | AREAL |
| --------- | ----- |
| 1952-1957 | 13.3  |
| 1957-1967 | 5.9   |

| ÅR   | AREAL |
| ---- | ----- |
| 1958 | 7.8   |

| ÅR   | PRODUKTION | IMPORT | EKSPORT |
| ---- | ---------- | ------ | ------- |
| 1957 | 195.1      |        |         |
| 1958 | 200.0      |        |         |
| 1959 | 170.0      |        | 4       |
| 1960 | 143.5      |        |         |
| 1961 | 147.5      | 1      |         |
| 1962 | 160.0      | 7      |         |
| 1963 | 170.0      | 3      |         |
| 1964 | 187.5      |        |         |
| 1965 | 194.6      |        |         |

| ANTAL I MILL. | FORKLARING |
| ------------- | --- |
| 43            | Riskin (1990),citerer en kinesisk embedsmand . |
| 20-30         | Mest hyppigt citeret og brugt . Disse tal stammer fra den oprindelige frigivelse af statistisk materiale fra Den Kinesiske Folkerepublik, i 1980, i forbindelse med samlingen af statistisk materiale under regi af De Forenede Nationer . |
| 14            | Dette er det nuværende og officielle tal . |

Noter til korn import (Donaghy & Stevenson 2009, s. 38–46)
December 1960 i Montreal, opsøger to kinesiske regeringsrepræsentanter W.C. MacNamara, formand for det canadiske korn råd (The Canadian Wheat Board) .

Januar 1961 sluttes aftale om levering af ca. 1 million ton hvede (40 millioner bushel)

Angiveligt marts 1961 finder afskibningen sted .

Februar/marts 1961 forhandles om levering af 6 millioner tons hvede, over 30 måneder .

December 1962 udvides aftalen med ca. 1 million tons hvede .

Juni 1963, efter udløb af den første aftale, indgåes aftale om yderligere 3 millioner tons hvede .